# 長野県の観光地

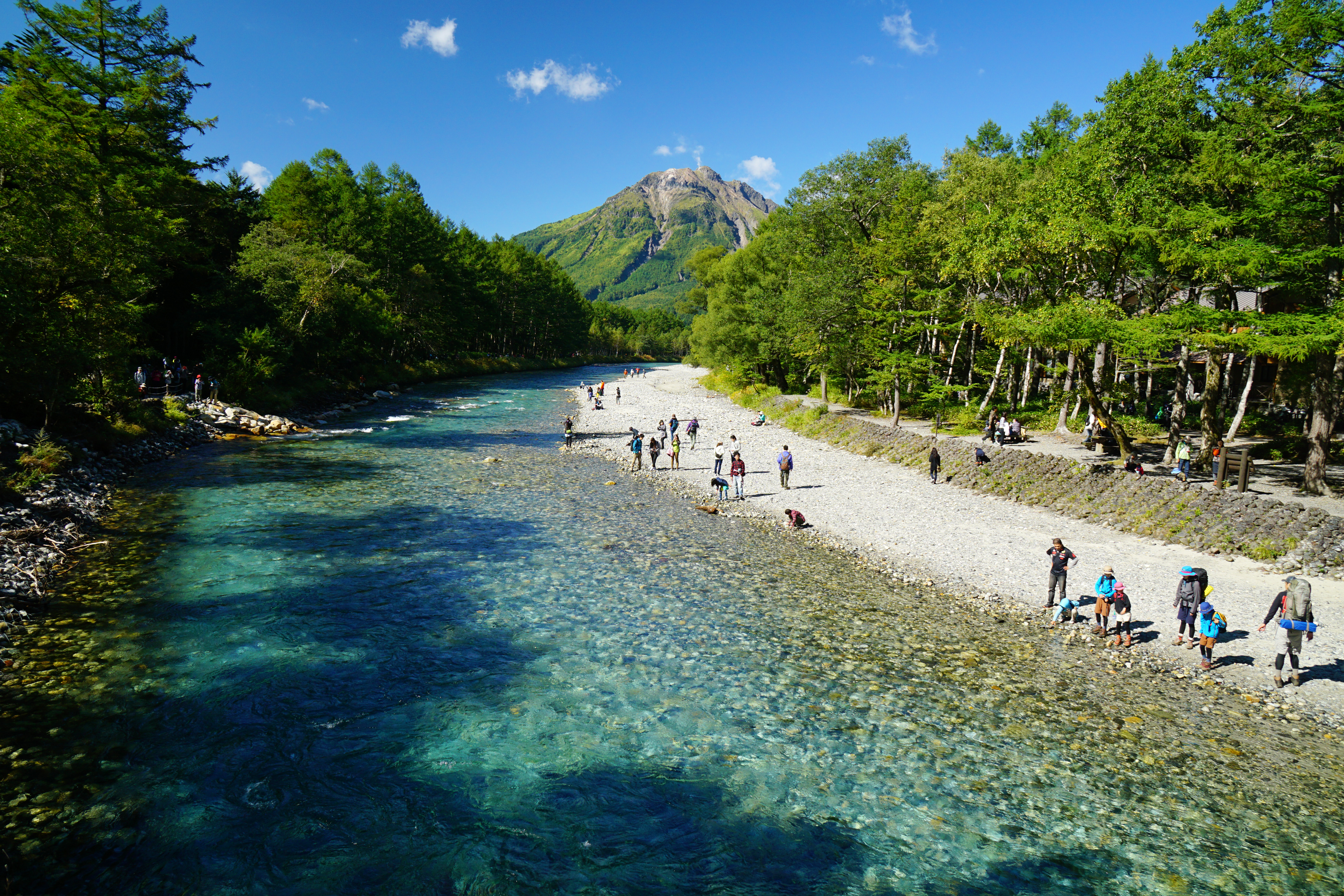
上高地

長野県の観光地（ながのけんのかんこうち）は、長野県内の主要な観光地に関する項目である。

## 対象別

### 文化財等

#### 国宝建築
- 善光寺 - 本堂
- 松本城 - 天守
- 安楽寺 - 八角三重塔
- 仁科神明宮
- 大法寺 - 三重塔

- 善光寺
- 松本城
- 国宝・仁科神明宮本殿、東北面から見る（2008年5月12日撮影）
- 安楽寺八角三重塔

#### 国の名勝
- 姨捨山（田毎の月）
- 天竜峡
- 上高地
- 寝覚の床
- 光前寺庭園
- 米子瀑布群

- 姨捨山
- 天竜峡
- 寝覚の床
- 光前寺

#### 特別天然記念物
- 白馬連山高山植物帯
- 白骨温泉の噴湯丘と球状石灰石
- 上高地

#### 重要伝統的建造物群保存地区
- 戸隠（長野市）
- 奈良井 （塩尻市）
- 木曽平沢 （塩尻市）
- 稲荷山（千曲市）
- 海野宿 （東御市）
- 妻籠宿 （南木曽町）
- 青鬼 （白馬村）

- 奈良井
- 木曽平沢
- 妻籠宿
- 青鬼

#### 重要文化的景観
- 姨捨の棚田
- 小菅の里及び小菅山の文化的景観

- 姨捨の棚田
- 小菅の里

#### 登録記念物
- 旧山寺常山氏庭園
- 大木氏庭園
- 象山神社園池
- 野中氏庭園
- 今井氏庭園
- 半田氏庭園
- 宮澤氏庭園

#### 重要文化財・史跡等
特別史跡
- 尖石石器時代遺跡

- 旧中込学校
- 信濃国分寺
- 高遠城
- 平出遺跡

#### 文化施設
博物館・美術館
水族館
- 蓼科アミューズメント水族館

- 長野市立博物館
- 野尻湖ナウマンゾウ博物館
- 碌山美術館
- 安曇野ちひろ美術館

### 公園等

#### 国立・国定・国営公園
- 国立公園
  - 南アルプス国立公園
  - 中部山岳国立公園
  - 上信越高原国立公園
  - 妙高戸隠連山国立公園
- 国定公園
  - 八ヶ岳中信高原国定公園
  - 中央アルプス国定公園

- 南アルプス国立公園（塩見岳）
- 中部山岳国立公園（白馬岳）
- 上信越高原国立公園（浅間山）
- 妙高戸隠連山国立公園（野尻湖）

#### 県立自然公園
- 御岳県立公園
- 三峰川水系県立公園
- 塩嶺王城県立自然公園
- 聖山高原県立公園
- 天竜小渋水系県立自然公園

- 御岳県立公園（二ノ池）
- 三峰川水系県立公園（美和湖）
- 聖山高原県立公園（聖湖）

#### 県営都市公園
- 烏川渓谷緑地
- 松本平広域公園
- 南信州広域公園
- 飯田運動公園
- 駒場公園
- 若里公園
- 風越公園
- 長野運動公園

- 烏川渓谷緑地
- 松本平広域公園
- 若里公園
- 長野運動公園

#### 大型公園・動物園・植物園・遊園地
大型公園
動物園・植物園・遊園地
- 地獄谷野猿公苑
- 長野市城山動物園
- 長野市茶臼山動物園
- 須坂市動物園
- 小諸市動物園
- 飯田市立動物園
- 東館山高山植物園
- 白樺リゾート池の平ファミリーランド

- 八幡原史跡公園
- 鳥居平やまびこ公園
- 地獄谷野猿公苑
- 長野市茶臼山動物園

#### 恋人の聖地
- 霧ヶ峰 八島ヶ原湿原
- 黒部ダムの麓 信濃大町 / 北アルプスハートロード
- 須坂アートパーク
- 中央自動車道 / 諏訪湖サービスエリア
- 天空の楽園 日本一の星空
- 入笠すずらん公園 / 富士見パノラマリゾート
- 白馬五竜 / 幸せの鐘
- 八千穂高原

- 八島ヶ原湿原
- 諏訪湖サービスエリア
- 富士見パノラマリゾート
- 八千穂高原

### 祭事・行事
- 上田わっしょい
- いいやま雪まつり
- 長野びんずる
- 長野えびす講煙火大会
- 中野ションションまつり
- 軽井沢八月祭
- 穂高神社御船祭
- お船祭り
- 松本のぼんぼん・青山様
- 松本ぼんぼん
- 若一王子神社流鏑馬
- 松本あめ市
- 塩嶺御野立記念祭
- 御柱祭
- 盆正月
- お練り祭り
- いいだ人形劇フェスタ
- 飯田りんごん
- 峠の国盗り綱引き合戦
- 新野の盆踊り
- 天龍村の霜月神楽

- 穂高神社御船祭
- 若一王子神社流鏑馬
- 御柱祭

## 地域別

### 北信地方

#### 北信地域
- 中野市 - 農産物産館オランチェ、千曲川、東山公園、一本木公園、中野陣屋・県庁記念館、中野ションションまつり
- 飯山市 - 高橋まゆみ人形館、戸狩温泉スキー場、斑尾高原、菜の花公園、斑尾高原スキー場、道の駅花の駅 千曲川、いいやま雪まつり
- 山ノ内町 - 地獄谷野猿公苑、湯田中渋温泉郷、奥志賀高原スキー場、志賀高原、横手山、地獄谷温泉、竜王スキーパーク、渋峠、焼額山スキー場、一の瀬ファミリースキー場、寺小屋スキー場、東館山高山植物園、竜王ロープウェイ、道の駅北信州やまのうち
- 木島平村 - 馬曲温泉、スノーリゾートロマンスの神様
- 野沢温泉村 - 野沢温泉、野沢温泉スキー場、日本スキー博物館、おぼろ月夜の館 斑山文庫、野沢温泉朝市、野沢温泉村の菜の花、毛無山、健命寺
- 栄村 - 秋山郷、切明温泉、小赤沢温泉、苗場山、北野天満宮、さかえ倶楽部スキー場、大滝、栄村歴史文化館、道の駅信越さかえ

- 志賀高原
- 斑尾高原スキー場

#### 長野地域
- 長野市 - 善光寺、戸隠神社、鏡池、奥裾花渓谷（日本百景）、長野市茶臼山動物園、川中島古戦場（八幡原史跡公園）、文武学校址、長野市オリンピック記念アリーナ、信州善光寺仲見世通り、松代城址、旧真田邸、忍者の里 チビッ子忍者村、真田宝物館、南長野運動公園、小丸山公園、長野県立美術館、戸隠民俗館、戸隠バードライン、西方寺、戸隠山、長野市茶臼山恐竜公園、戸隠そば博物館とんくるりん、戸隠スキー場、飯綱高原、松代大本営跡、長野市少年科学センター、長野市城山動物園、城山公園、辰巳公園、裾花峡天然温泉宿 うるおい館、象山神社、飯綱高原スキー場、戸隠キャンプ場、戸隠森林植物園、戸隠高原、西宮神社、清水寺 (長野市松代町西条)、長野市立博物館、長野マラソン、長野びんずる、長野えびす講煙火大会、犀川神社太々神楽、久米路峡
- 須坂市 - 須坂市動物園、仙仁温泉 岩の湯、臥竜公園、米子大瀑布（国指定名勝）、田中本家博物館、カッタカタまつり
- 千曲市 - 戸倉上山田温泉、姨捨（姨捨駅、姨捨棚田、冠着山など国指定名勝）、荒砥城址（城山史跡公園）、あんずの里、戸倉宿キティパーク、武水別神社、稲荷山宿、森将軍塚古墳館
- 小布施町 - 岩松院、北斎館、日本のあかり博物館、小布施温泉、高井鴻山記念館、小布施ワイナリー、浄光寺、おぶせミュージアム、龍雲寺、千曲川堤防桜堤、千曲川河川公園、栗の小径、道の駅オアシスおぶせ
- 高山村 - 信州高山温泉郷、雷滝、松川渓谷
- 飯綱町 - いいづなリゾートスキー場、霊仙寺湖
- 信濃町 - 中村家住宅、野尻湖ナウマンゾウ博物館、タングラムスキーサーカス、野尻湖、一茶記念館、黒姫童話館、苗名滝、黒姫高原、旬花咲く黒姫高原、黒姫高原スノーパーク、小丸山公園、道の駅しなの
- 小川村 -
- 坂城町 - びんぐし湯さん館、さかき千曲川バラ公園、岩鼻、葛尾城址

- 戸隠神社奥社
- 象山神社
- 臥竜公園
- 栗の小径

### 東信地方

#### 上田地域
- 上田市 - 上田城址公園、北向観音、別所温泉、鹿教湯温泉、真田神社、安楽寺、生島足島神社、美ヶ原高原、北国街道、地蔵温泉 十福の湯、常楽寺、上田市立博物館、真田幸村騎馬像、柳町、美ヶ原高原美術館、室賀温泉ささらの湯、真田山城、無言館、市民の森公園、真田氏歴史館、菅平高原スキー場、池波正太郎真田太平記館、長谷寺、根子岳、四阿山、上田わっしょい、岳の幟
- 東御市 - 明神池、海野宿、湯の丸スキー場、湯の丸高原、池の平湿原、道の駅雷電くるみの里、東御市子どもフェスティバル、巨峰の王国まつり、祢津東町歌舞伎
- 長和町 - 長門牧場、松尾神社、美ヶ原、エコーバレースキー場、ブランシュたかやまスキーリゾート、美しの塔、鷹山ファミリー牧場、和田宿、道の駅マルメロの駅ながと
- 青木村 - 田沢温泉、大法寺、道の駅あおき

- 上田城
- 別所温泉
- 美ヶ原

#### 佐久地域
- 小諸市 - 小諸城、浅間山、マンズワイン小諸ワイナリー、小諸市動物園、布引観音、あぐりの湯こもろ、小諸市立藤村記念館、乙女湖公園
- 佐久市 - 中山道・望月宿、龍岡城、布施温泉、ぴんころ地蔵、佐久スキーガーデンパラダ、千曲川、旧中込学校、新海三社神社、道の駅ほっとぱ〜く・浅科、岩村田祇園祭お船様祭り 、佐久バルーンフェスティバル
- 軽井沢町 - 軽井沢・プリンスショッピングプラザ、石の教会・内村鑑三記念堂、雲場池、軽井沢千住博美術館、ハルニレテラス、白糸の滝、旧軽井沢メインストリート、軽井沢教会、諏訪神社、星野温泉トンボの湯、軽井沢聖パウロカトリック教会、浅間神社、中山道、セゾン現代美術館、軽井沢高原教会、旧三笠ホテル、軽井沢プリンスホテルスキー場、湯川ふるさと公園、軽井沢発地市庭、熊野皇大神社、碓氷峠、ショーハウス記念館、千ヶ滝、室生犀星記念館、エルツおもちゃ博物館、軽井沢ショー記念礼拝堂、ルヴァン美術館、軽井沢絵本の森美術館、軽井沢レイクガーデン、竜返しの滝、軽井沢高原文庫、堀辰雄文学記念館、軽井沢八月祭、軽井沢ラブソング・アウォード
- 立科町 - ビーナスライン、女神湖、世界の影絵・きり絵・ガラス・オルゴール美術館、白樺リゾート池の平ファミリーランド、しらかば2in1スキー場、御泉水自然園、蓼科山、白樺高原国際スキー場、蓼科第二牧場、白樺湖、蓼科テディベア美術館
- 御代田町 - 小田井の道祖神
- 佐久穂町 - 八千穂高原、奥村土牛記念美術館、白駒の池、八千穂高原スキー場、さくさくまつり
- 小海町 - 白駒の池、八峰の湯、小海リエックス・スキーバレー、松原湖、北八ヶ岳、松原湖温泉
- 川上村 - 甲武信ヶ岳、金峰山、天狗山
- 南牧村 - JR最高地点、滝沢牧場、野辺山高原、千ヶ滝、野辺山宇宙電波観測所、野辺山駅
- 南相木村 -
- 北相木村 - 栃原岩陰遺跡、御座山

- 小諸城
- 新海三社神社
- 旧軽井沢メインストリート
- 白駒の池

### 中信地方

#### 大北地域
- 大町市 - 立山黒部アルペンルート、ラ・カスタ ナチュラルヒーリングガーデン、青木湖、木崎湖、中綱湖、大町ダム、仁科神明宮、阿部神社、国営アルプスあづみの公園、鷹狩山、爺ヶ岳、燕岳、槍ヶ岳、大町温泉郷、鹿島槍スキー場、大町山岳博物館、塩の道ちょうじや
- 池田町 - 大峰高原、道の駅池田・池田町ハーブセンター、北アルプス展望美術館、川会神社
- 白馬村 - 白馬八方尾根スキー場、白馬ジャンプ競技場、Hakuba47ウィンタースポーツパーク、白馬五竜スキー場、大出の吊橋、八方池、白馬八方温泉、白馬塩の道温泉、白馬岩岳スキー場、白馬岳、八方尾根自然研究路、唐松岳、白馬五竜高山植物園、白馬大雪渓、青鬼、白馬さのさかスキー場、道の駅白馬
- 松川村 - 安曇野ちひろ公園・安曇野ちひろ美術館、国営アルプスあづみの公園、道の駅安曇野松川
- 小谷村 - 栂池高原・栂池自然園、白馬コルチナ国際スキー場、つがいけロープウェイ、白馬大池、雨飾高原、鎌池、深山の湯、雨飾山、栂池パノラマウェイ

- 木崎湖
- 国営アルプスあづみの公園大町・松川地区
- 安曇野ちひろ公園
- 白馬ジャンプ競技場

#### 松本地域
- 松本市 - 松本城、上高地（明神池、大正池、河童橋、田代池など国指定名勝）、美ヶ原、白骨温泉、旧開智学校、乗鞍高原、美ヶ原温泉、浅間温泉、松本市立博物館、松本市時計博物館、善五郎の滝、日本浮世絵博物館、番所大滝、松本市はかり資料館、松本平広域公園、あがたの森公園（旧制高等学校記念館など）、源智の井戸、乗鞍岳、乗鞍高原温泉、Mt.乗鞍、深志神社、四柱神社、坂巻温泉、三本滝、ウェストン碑、松本民芸館、焼岳、明神岳、常念岳、西穂高岳、弘法山古墳、松本市美術館、穂高岳、松本あめ市、須々岐水神社のお船祭り、サイトウ・キネン・フェスティバル松本、松本ミュージックフェスティバル、りんご音楽祭
- 塩尻市 - 奈良井宿、贄川宿、塩尻宿、郷原宿、洗馬宿、木曽平沢、小坂田公園、水辺のふるさとふれあい広場、桔梗ヶ原、高ボッチ山、レザンホール、道の駅奈良井木曽の大橋、道の駅小坂田公園、塩嶺御野立記念祭、高ボッチ高原観光草競馬大会
- 安曇野市 - 大王わさび農場、国営アルプスあづみの公園、穂高神社、矢原神明宮、熊野神社、住吉神社、有明山神社、松尾寺、満願寺、宗林寺、成相新田宿、穂高宿、魏石鬼窟、本村の神代文字碑、穂高古墳群、拾ヶ堰、中房温泉、穂高温泉、安曇野市長峰荘、安曇野しゃくなげの湯、ほりでーゆ～ 四季の郷、安曇野みさと温泉・ファインビュー室山、安曇野スイス村、等々力家、安曇野わさび田湧水群公園、碌山公園、安曇野の里（田淵行男記念館など）、碌山美術館、安曇野山岳美術館、安曇野ジャンセン美術館、安曇野高橋節郎記念美術館、絵本美術館 森のおうち、安曇野市豊科近代美術館、飯沼飛行士記念館、貞享義民記念館、安曇野市豊科郷土博物館、安曇野市穂高郷土資料館、長峰山、光城山、有明山、室山池、道の駅アルプス安曇野ほりがねの里、御宝田遊水池、犀川白鳥湖、あづみ野コンサートホール、信州安曇野ハーフマラソン、安曇野花火
- 筑北村 - 碩水寺、青柳宿
- 麻績村 - 聖高原、麻績宿
- 生坂村 - 山清路
- 山形村 - 日本アルプスサラダ街道、清水寺
- 朝日村 - 光輪寺、朝日美術館

- 旧開智学校
- 高ボッチ山
- 大王わさび農場
- 国営アルプスあづみの公園堀金・穂高地区

#### 木曽地域
- 上松町 - 中山道、赤沢自然休養林、寝覚の床（国指定名勝）、木曽駒ヶ岳
- 木曽町 - 中山道、白山神社、福島宿、開田高原、御嶽山、開田高原マイアスキー場、木曽馬の里、二本木の湯、きそふくしまスキー場、水無神社、興禅寺、道の駅木曽福島、道の駅日義木曽駒高原、徳音寺
- 南木曽町 - 中山道、妻籠宿、柿其渓谷、男滝女滝、田立の滝（日本百景）
- 王滝村 - 清滝、おんたけ2240
- 大桑村 - 中山道、阿寺渓谷、白山神社 (大桑村殿)、道の駅大桑
- 木祖村 - やぶはら高原スキー場、藪原宿、道の駅木曽川源流の里 きそむら

- 藪原宿

### 南信地方

#### 諏訪地域
- 諏訪市 - 諏訪大社、高島城、上諏訪温泉（片倉館など）、SUWAガラスの里の美術館、立石公園、北澤美術館本館、霧ヶ峰、諏訪市原田泰治美術館、宮坂醸造、すわっこランド、諏訪湖、御柱祭、諏訪湖祭湖上花火大会、全国新作花火競技大会、サマーナイトファイヤーフェスティバル
- 岡谷市 - 諏訪湖、釜口水門、岡谷温泉美肌の湯ロマネット、鳥居平やまびこ公園、塩嶺御野立記念祭、岡谷太鼓祭り
- 茅野市 - 北八ヶ岳ロープウエイ、白樺湖、諏訪大社上社前宮、車山高原、蓼科アミューズメント水族館、御射鹿池、乙女滝、蓼科高原、蓼科高原バラクライングリッシュガーデン、横谷峡、放浪美術館、杖突峠、蓼科湖、蓼科高原芸術の森彫刻公園、赤岳、北横岳、車山高原スキー場、茅野市尖石縄文考古館、王滝、ピラタス蓼科スノーリゾート、小斉の湯、峠の茶屋、聖光寺、白樺湖ロイヤルヒルスキー場、横谷温泉、北八ヶ岳、ホープ・ロッヂ乗馬牧場、御柱祭
- 下諏訪町 - 万治の石仏、諏訪大社下社、下諏訪温泉、八島ヶ原湿原、ニデックオルゴール記念館すわのね、しもすわ今昔館おいでや
- 富士見町 - 富士見パノラマリゾート、富士見高原スキー場、入笠山、つたの湯、富士見高原リゾート花の里、道の駅信州蔦木宿
- 原村 - ふれあいセンターもみの湯、八ヶ岳自然文化園

- 諏訪湖
- 蓼科高原

#### 上伊那地域
- 伊那市 - 高遠城址公園、分杭峠、満光寺、みはらしファーム、春日城址公園、遠照寺、熱田神社、道の駅南アルプスむら長谷、中尾歌舞伎、駒ヶ岳（日本百景）
- 駒ヶ根市 - 光前寺（国指定名勝）、養命酒製造駒ヶ根工場、宝剣岳（千畳敷カールなど）、駒ヶ岳ロープウェイ、早太郎温泉、木曽駒ヶ岳、こまくさ橋、駒ヶ根高原、駒ヶ根シルクミュージアム、大御食神社
- 飯島町 - 与田切公園、道の駅花の里いいじま、道の駅田切の里
- 辰野町 - 松尾峡、たつの海
- 箕輪町 - 信州伊那高原赤そばの里、箕輪ダム
- 中川村 - 陣馬形山、ハチ博物館、大草城址公園
- 南箕輪村 - 信州大芝高原、道の駅大芝高原、盆正月
- 宮田村 - 本坊酒造マルス信州蒸留所、森と水のアウトドア体験広場、こまくさ橋

- 分杭峠
- 千畳敷カール

#### 下伊那地域
- 飯田市 - 元善光寺、天竜峡（国指定名勝）、飯田市立動物園、下栗の里、しらびそ高原、飯田市美術博物館、小笠原資料館、天竜川川下り、猿庫の泉、飯田市川本喜八郎人形美術館、麻績の里 舞台桜、りんご並木、道の駅遠山郷、お練り祭り、いいだ人形劇フェスタ、飯田りんごん、峠の国盗り綱引き合戦
- 阿南町 - 早稲田神社、道の駅信州新野千石平、新野の盆踊り、新野の雪まつり
- 高森町 - 哲学の道、不動滝、本学神社、瑠璃寺
- 松川町 - 信州まつかわ温泉「清流苑」、リフレッシュタウン松川の里、台城公園
- 阿智村 - 昼神温泉、昼神温泉朝市、富士見台高原、ヘブンスそのはらSNOW WORLD、恵那山、リフレッシュinひるがみの森、花桃の里 月川温泉郷、園原、神坂神社、阿智神社、安布知神社、長岳寺、宗円寺、浄久寺
- 売木村 - 売木温泉こまどりの湯、道の駅南信州 うるぎ
- 大鹿村 - 中央構造線博物館、大西公園、道の駅歌舞伎の里大鹿、大鹿歌舞伎
- 下條村 - 大山田神社、道の駅信濃路下條
- 喬木村 - 喬木村椋鳩十記念館
- 天龍村 - 天龍村の霜月神楽、天龍梅花駅伝
- 豊丘村 - 道の駅南信州とよおかマルシェ
- 根羽村 - 茶臼山、茶臼山高原両生類研究所、月瀬の大杉
- 平谷村 - 道の駅信州平谷・信州平谷温泉ひまわりの湯
- 泰阜村 -

- 元善光寺
- 昼神温泉